# Kielmeyera corymbosa
Kielmeyera corymbosa är en tvåhjärtbladig växtart som beskrevs av Carl Friedrich Philipp von Martius. Kielmeyera corymbosa ingår i släktet Kielmeyera och familjen Calophyllaceae.

## Underarter
Arten delas in i följande underarter:
- K. c. glaziouana
- K. c. oligantha

## Bildgalleri

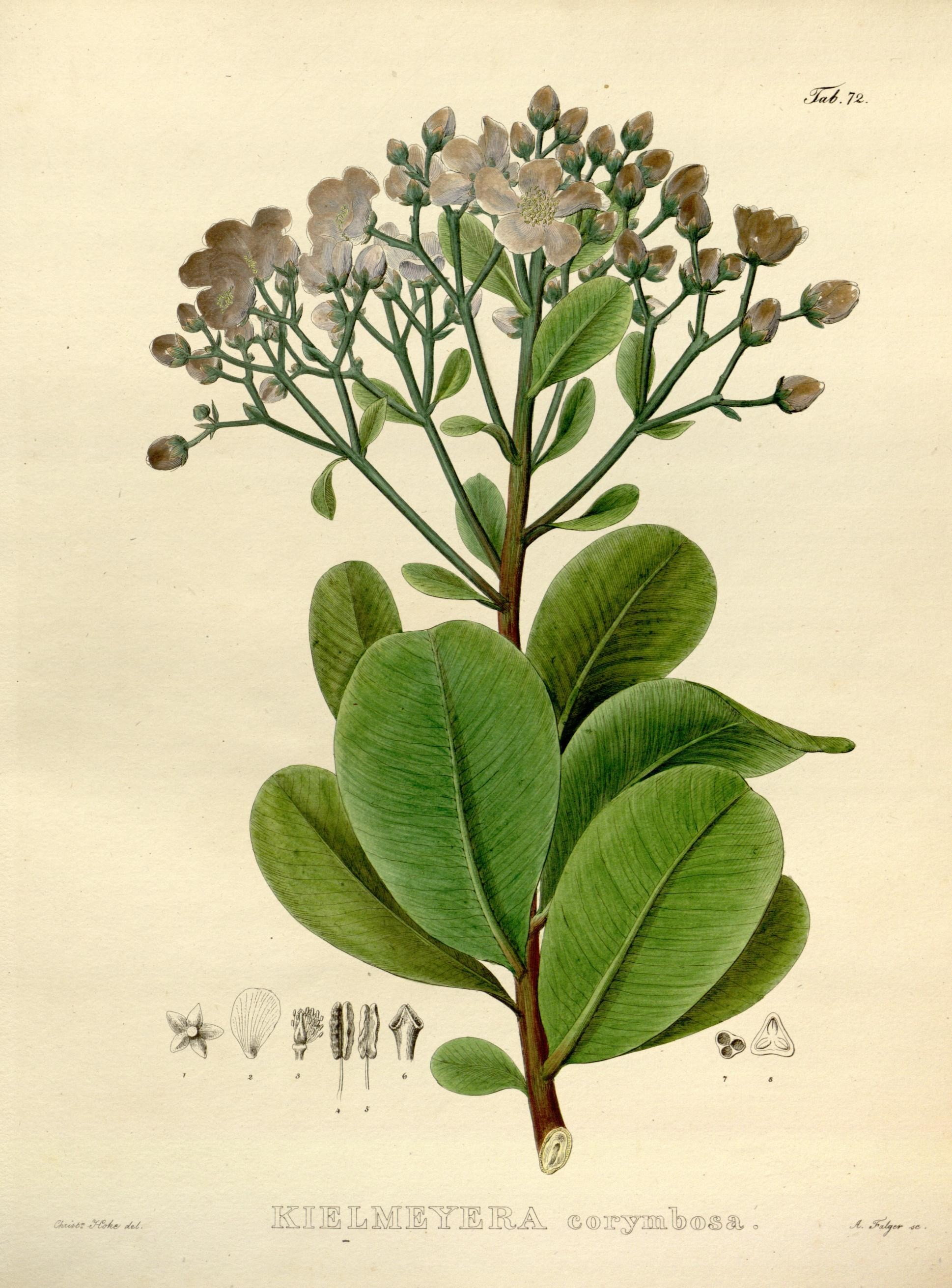